# Maaseik (huyện)
Huyện Maaseik (tiếng Hà Lan: Arrondissement Maaseik; tiếng Pháp: Arrondissement de Maaseik) là một trong ba huyện hành chính ở tỉnh Limburg,  Bỉ. Đây không phải là huyện hành chính. Các đô thị Bocholt,  Bree,  Kinrooi,  Meeuwen-Gruitrode,  Dilsen-Stokkem và Maaseik đều thuộc huyện tư pháp Tongeren, còn các đô thị còn lại thuộc huyện tư pháp Hasselt.

## Các đô thị
Huyện hành chính Maaseik bao gồm các đô thị sau:
- Bocholt
- Bree
- Dilsen-Stokkem
- Hamont-Achel
- Hechtel-Eksel
- Houthalen-Helchteren
- Kinrooi
- Lommel
- Maaseik
- Meeuwen-Gruitrode
- Neerpelt
- Overpelt
- Peer